# Aphelariaceae
Aphelariaceae es una familia de hongos del orden Cantharellales. La familia contiene un pequeño grupo de hongos clavarioides tropicales y subtropicales, pero no está bien caracterizada y no ha sido objeto de investigaciones publicadas.

## Descripción
Los miembros de Aphelariaceae son terrestres y se encuentran típicamente en bosques, pero no se sabe si son saprotróficos (pudrición de hojarasca) o ectomicorrízicos. Poco más de 20 especies se ubican actualmente dentro de la familia, la mayoría de ellas de los trópicos y subtrópicos, extendiéndose hacia el sur hacia las regiones templadas (Nueva Zelanda).

## Taxonomía
La familia fue descrita en 1970 por el micólogo británico E.JH Corner para dar cabida a especies de hongos de maza y coral que eran similares a las especies de Clavariaceae, pero cuyo contexto las hifas no estaban infladas. Además del género Aphelaria, Corner incluyó los pequeños géneros Corticirama, Phaeoaphelaria y Tumidapexu dentro de Aphelariaceae. No se ha publicado ninguna investigación sobre la familia, aunque varios trabajos de referencia estándar han reconocido las Aphelariaceae, las han colocado dentro del orden Cantharellales y han movido el género Corticirama en otros lugares, aunque la base de estas disposiciones no está clara.

### Géneros
- Aphelaria
- Phaeoaphelaria
- Tumidapexus